# هشام بن المغيرة
هشام بن المغيرة المخزومي القرشي، المكنى بأبي ربيعة، هو أحد فرسان كنانة، ومن أكابر قريش وحنفائهم، من بطن بني مخزوم أحد عشائر قبيلة قريش. عاصر حرب الفجار، وكان شخصًا ذا رتبة عالية بين قريش. هو ابن المغيرة بن عبد الله أحد سادة قريش وكبرائهم، "ووالد حنتمة" هو هاشم بن المغيرة وليس هشام أم عمر بن الخطاب. وقد كانت قريش تعد السنين بعد وفاته، فعن ابن شهاب: أن قريشاً كانت تعد قبل عدد رسول الله صلى الله عليه وسلم من زمن الفيل، كانوا يعدون بين الفيل وبين الفجار أربعين سنة، وكانوا يعدون بين الفجار وبين وفاة هشام بن المغيرة ست سنين، وكانوا يعدون بين وفاة هشام وبين بنيان الكعبة تسع سنين، وكانوا يعدون بين بنيان الكعبة وبين أن خرج سيدنا رسول الله صلى الله عليه وسلم إلى المدينة خمس عشرة سنة، منها خمس سنين قبل أن ينزل عليه ثم كان العدد بعد.

## نسبه
- هو : هشام بن المغيرة بن عبد الله بن عمر بن مخزوم بن يقظة بن مرة بن كعب بن لؤي بن غالب بن فهر بن قريش بن كنانة. أبي ربيعة ذو الرمحين المخزومي القرشي الكناني. [3]
- إخوته : تسعة أخوة بين ذكور وإناث، هم : الوليد، حفص، حذيفة، أسد، الفاكه، تماضر، سلمى، رملة، صفية.[4]
- قبيلته : بنو مخزوم وهي البطن الذي كان له أمر القبة التي كانت تضرب ليجمع فيها ما يجهّز به الجيش، وأعنة الخيل وهي قيادة الفرسان في حروب قريش.[5] كان لمخزوم عظيم الأثر في قريش، فقد كانوا في ثروتهم وعدتهم وبأسهم من أقوى بطون قريش وهو ما كان له أثره في اضطلاعهم وحدهم ببناء ربع الكعبة بين الركنين الأسود واليماني، واشتركت قريش كلها في بناء بقية الأركان،[6] وقد اشتهر منهم الكثير في الجاهلية والإسلام ومنهم الشاعر عمر بن أبي ربيعة والتابعي سعيد بن المسيب.

قال أبي طالب بن عبد المطلب مفاخراً :

## زوجاته وذريته
تزوج هشام بن المغيرة من أربعة نساء وكان له سبعة أولاد ذكور وهم:
- أم الجلاس أسماء بنت مخربة النهشلية التميمية وولدت له: عمرو بن هشام وهو أبو جهل، والصحابي الحارث بن هشام.
- أم عثمان بنت عثمان بن عبد الله بن عمر المخزومية القرشية وولدت له: عُثُمان بن هشام وبه يُكَنى وهو أكبر ولده.
- الشفاء بنت خالد بن عبد الله بن عمر المخزومية القرشية وولدت له: العاصي بن هشام قتله عُمَر بن الخطاب يوم بدر كافراً، ومعبد بن هشام أُسر يوم بدر، وخالد بن هشام.
- ضباعة بنت عامر بن قرط بن سلمة بن قُشَير العامرية وولدت له: الصحابي سلمة بن هشام.